# Romain Cannone
Romain Pierre Cannone (ur. 12 kwietnia 1997 w Boulogne-Billancourt) – francuski szermierz specjalizujący się w szpadzie, mistrz olimpijski i czterokrotny medalista mistrzostw świata.
Szermierkę zaczął trenować w wieku 12 lat, kiedy mieszkał w Stanach Zjednoczonych. W 2015 roku zdobył srebro drużynowo na mistrzostwach świata juniorów w Taszkencie.
Wystartował na igrzyskach olimpijskich w Tokio wywalczył złoty medal w rywalizacji indywidualnej. W finale pokonał Węgra Gergely'ego Siklósiego 15:10. Był to pierwszy od 28 lat złoty medal dla Francji w tej konkurencji (na LIO 1992 zwyciężył Éric Srecki). Na tej samej imprezie Francuzi zajęli piąte miejsce w zawodach drużynowych. 
Podczas mistrzostw świata w Kairze w 2022 roku wywalczył złoty medal indywidualnie, w finale wygrywając z Japończykiem Kazuyasu Minobe. Ponadto Francuzi w składzie: Alexandre Bardenet, Yannick Borel, Romain Cannone i Alex Fava zwyciężyli w rywalizacji drużynowej. Na rozgrywanych rok później mistrzostwach świata w Mediolanie zdobył srebro drużynowo. W turnieju indywidualnym był tym razem trzeci, plasując się za Węgrem Máté Kochem i Włochem Davide Di Verolim.
Zdobył także brązowy medal w zawodach drużynowych na mistrzostwach Europy w Antalyi w 2022 roku.
W 2019 roku podjął studia w SKEMA Business School.

## Odznaczenia
- Chevalier Orderu Legii Honorowej – 2021[11]